# Africultures
Africultures è una rivista francese con sede a Les Pilles e Parigi dedicata alle culture africane. Africultures nasce nel 1997, è gestita dall'associazione Africultures e pubblicata dall'Editore L'Harmattan. A partire dal 2012 tutta la documentazione prodotta dalla redazione di Africultures e tutto il suo database di oltre 80'000 biografie di artisti, schede di film, dischi, libri e istituzioni è distribuito con la licenza libera Creative Commons attribuzione condividi allo stesso modo.

## Attività
Ogni trimestre la rivista pubblica un dossier tematico, informazioni di attualità su eventi, pubblicazioni, dischi, film, teatro, danza ed esposizioni. Alcune pagine sono dedicate ai corrispondenti e scrittori africani e la sezione "diaspos" è focalizzata sulle immigrazioni africane. Il sito internet di Africultures collegato al database Spla Sud Planète permette di accedere ad una ricca documentazione su artisti, intellettuali, istituzioni culturali, musicisti, libri ed eventi africani. Il database di Africultures e Spla Sud Planète è in rete con Arterial Network, gens de la caraïbe, africinfo.org, Alliance Française Vanuatu, Pacific Arts Alliance, furtherarts.org
e ha creato portali nazioni sul panorama culturale in Burkina Faso, Mali e Camerun.
Africultures pubblica inoltre libri.
- Ahmed Rahal, La communauté noire de Tunis, 2000[8].
- Djibril DIOP Mambéty, Momar Nar Séne, Djibril Diop Mambéty: La caméra au bout du nez, 2001[9].
- Sylvie Chalaye, Nègres en images, 2002[10].
- Ange-Séverin Malanda, Michel Leiris et la théorie des arts africains, 2003[11].
- Lucie Touya, Mami Wata La sirène et les peintres populaires de Kinshasa, 2004[12].
- Valérie Thiers-Thiam, A chacun son griot, 2005[13].
- Yacouba Konaté, La Biennale de Dakar: Pour une esthétique de la création africaine contemporaine. Tête à tête avec Adorno, 2009[14].
- Tanella Boni, La diversité du monde, 2010[15].

Afriphoto è una collana di libri fotografici. Tra i fotografi pubblicati vi sono Abel Sumo Gayvolor, Isaac Hudson Bruce Vanderpuje, Ganiyu Owadi, Gerald L. Annan-Forson, Philippe Koudjina, Mamadou Konaté, Francis Nii Obodai Provençal, Paul Kabré, Germain Kiemtoré, Zaynab Toyosi Oduns, Malick Sidibé, Bill Akwa Bétoté, Omar D. e Gabriel Fasunon.